# Lijst van voetbalinterlands Maleisië - Mongolië
Deze lijst van voetbalinterlands is een overzicht van alle officiële voetbalwedstrijden tussen de nationale teams van Maleisië en Mongolië. De landen hebben tot op heden een keer tegen elkaar gespeeld. Dat was een vriendschappelijke wedstrijd op 22 maart 2018 in Kuala Lumpur.

## Wedstrijden
| № | Plaats       | Datum         | Competitie        | Wedstrijd           | Uitslag |
| - | ------------ | ------------- | ----------------- | ------------------- | ------- |
| 1 | Kuala Lumpur | 22 maart 2018 | Vriendschappelijk | Maleisië – Mongolië | 2 – 2   |

## Samenvatting
| Competitie        | Totaal gespeeld | Winst Maleisië | Gelijk | Winst Mongolië | Doelsaldo Maleisië – Mongolië |
| ----------------- | --------------- | -------------- | ------ | -------------- | ----------------------------- |
| Vriendschappelijk | 1               | 0              | 1      | 0              | 2 − 2                         |
| Totaal            | 1               | 0              | 1      | 0              | 2 − 2                         |

FAM · 
A-internationals · 
Maleisisch vrouwenelftal
Afghanistan ·
Algerije ·
Australië ·
Bahrein ·
Bangladesh ·
Bhutan ·
Bosnië en Herzegovina ·
Brazilië ·
Brunei ·
Cambodja ·
Canada ·
China ·
Engeland ·
Fiji ·
Filipijnen ·
Finland ·
Ghana ·
Hongkong ·
India ·
Indonesië ·
Irak ·
Iran ·
Israël ·
Jamaica ·
Japan ·
Jemen ·
Jordanië ·
Kenia ·
Kirgizië ·
Koeweit ·
Laos ·
Lesotho ·
Libanon ·
Liberia ·
Libië ·
Liechtenstein ·
Macau ·
Malediven ·
Marokko ·
Mongolië ·
Myanmar ·
Nepal ·
Nieuw-Zeeland ·
Noord-Korea ·
Oezbekistan ·
Oman ·
Oost-Timor ·
Pakistan ·
Palestina ·
Papoea-Nieuw-Guinea ·
Qatar ·
Saoedi-Arabië ·
Salomonseilanden ·
Senegal ·
Singapore ·
Sri Lanka ·
Syrië ·
Tadzjikistan ·
Taiwan ·
Thailand ·
Turkije ·
Turkmenistan ·
Uruguay ·
Verenigde Arabische Emiraten ·
Vietnam ·
Zuid-Korea ·
Zuid-Vietnam ·
Zweden
MFF · Mongolisch vrouwenelftal
Interlands
Tegenstander:
Afghanistan ·
Azerbeidzjan ·
Bangladesh ·
Bhutan ·
Brunei ·
Cambodja ·
Filipijnen ·
Georgië ·
Guam ·
Hongkong ·
India ·
Japan ·
Jemen ·
Kirgizië ·
Koeweit ·
Laos ·
Libanon ·
Macau ·
Malediven ·
Maleisië ·
Mauritius ·
Myanmar ·
Noord-Korea ·
Oezbekistan ·
Oost-Timor ·
Palestina ·
Saoedi-Arabië ·
Singapore ·
Sri Lanka ·
Tadzjikistan ·
Taiwan ·
Tanzania ·
Vanuatu ·
Vietnam ·
Zuid-Korea